# 田代順孝
田代 順孝（たしろよりたか、Yoritaka Tashiro、1945年 - ）は、日本の緑地造園学者。千葉大学名誉教授。千葉大学グランドフェロー。工学博士。
専門は国際ランドスケープマネージメントやレクリエーション領域。住みよい街づくり国際コンクール常任審査委員・理事。 (財)都市緑化技術開発機構 研究顧問、
International Federation of Park and Recreation Administration（IFPRA）国際公園レクリエーション管理行政連合日本代表理事、World Urban Parks初代理事。
International Awards for Liveable Communities理事、国際審査委員。この他委員会委員は千葉県景観等影響評価専門委員、公益財団法人東京都公園協会評議員、防災公園計画設計・管理運営ガイドライン改訂検討委員会委員、東京都都市復興基本計画検討委員会委員等、多数。

## 経歴
埼玉県立熊谷高等学校から社会人経験の後、1967年、千葉大学園芸学部造園学科に入学。1971年に卒業後、千葉大学大学院園芸学研究科修士課程に進学。1973年修士課程修了（造園学専攻）。1979年に東京大学大学院工学系研究科博士課程修了（都市工学専攻）。建設省土木研究所などを経て、千葉大学に赴任。1995年から千葉大学園芸学部教授。1975年からIFLA幹事、2004年から国際委員会会長などを務める。2011年に大学を退職。

## 受賞
1980年日本造園学会賞(論文部門)。1992年日本造園修景協会下山奨励賞。2011年日本公園緑地協会北村賞。2016年日本造園学会賞上原敬二賞。

## 著書
単著
- 緑のパッチワーク―緑域計画のための「9+1」章 (都市の環境デザインシリーズ)　：技術書院　1998
- 都市農地論―農地の都市的改変及び存続の形態に関する計画論的基礎研究：1979年

共著
- パークマネジメント 地域で活かされる公園づくり：学芸出版社　2011年
- 市民ランドスケープの展開：環境コミュニケーションズ 2006[4]
- 市民ランドスケープの創造：環境コミュニケーションズ 2006[5]
- 住宅市街地の環境変動とその都市計画的制御に関する研究〈その2〉：新住宅普及会住宅建築研究所　1978年
- 明日の都市づくり その実践的ビジョン：一般社団法人 大学出版部協会　2002年